# Jeff Francoeur
Jeffrey Braden Francoeur (8 de enero de 1984), apodado "Frenchy", es un jardinero estadounidense de béisbol profesional que es agente libre en las Grandes Ligas. Anteriormente jugó con los New York Mets, Texas Rangers, Kansas City Royals, San Francisco Giants, San Diego Padres, Philadelphia Phillies, Atlanta Braves y Miami Marlins.
Francoeur es reconocido por su estilo libre de bateo y por su fuerte brazo de lanzar como jardinero, por lo que ganó un Guante de Oro en 2007.

## Carrera profesional

### Ligas Menores
Francoeur fue seleccionado por los Bravos de Atlanta en la primera ronda del draft de 2002. En 2004 fue nombrado por Baseball America como el mejor prospecto en la organización de los Bravos, y ese año formó parte del equipo de estrellas de la Carolina League. Participó en el Juego de Futuras Estrellas de 2005 antes de incorporarse a los Bravos.

### Atlanta Braves
Francoeur fue llamado por los Bravos de Atlanta el 6 de julio de 2005. Debutó el día siguiente como jardinero derecho titular ante los Cachorros de Chicago, y conectó el primer hit de su carrera, un jonrón de tres carreras, en la parte baja de la octava entrada de dicho juego. Finalizó el 2005 bateando .300/.336/.549 en 67 juegos, con 14 jonrones y 44 carreras impulsadas. Finalizó en tercer lugar de la votación al premio de Novato del Año de la Liga Nacional.
En 2006, Francoeur se convirtió en el cuarto jugador de los Bravos en participar en todos los 162 juegos de la temporada regular, uniéndose a Félix Millán, Dale Murphy y Andruw Jones. El 13 de mayo conectó el primer "grand slam" y jonrón ganador de su carrera. Finalizó la temporada con .260 de promedio de bateo, 29 jonrones y 103 impulsadas.
En 2007, Francoeur nuevamente jugó en los 162 juegos de la temporada regular. Bateó para promedio de .293 con 19 jonrones y 105 impulsadas. Además lideró la liga con 19 asistencias desde los jardines y ganó el Guante de Oro.
El 12 de abril de 2008, Francoeur impulsó siete carreras ante los Nacionales de Washington, una marca personal. Luego de una mala racha de bateo, fue enviado a la filial de Clase AA el 4 de julio de 2008 para trabajar con su anterior entrenador de bateo, pero fue llamado de vuelta a Grandes Ligas tres días después debido a una serie de lesiones en el equipo. Finalizó el 2008 con promedio de .239, 11 jonrones y 71 carreras impulsadas, números muy inferiores a las temporadas anteriores.

### New York Mets
El 10 de julio de 2009, Francoeur fue transferido a los Mets de Nueva York a cambio del también jardinero Ryan Church. Debutó el día siguiente con su nuevo equipo, impulsando dos carreras en su primer turno al bate.
El 23 de agosto de 2009, se convirtió en el segundo jugador de la historia en batear para un triple play inasistido para finalizar un juego, jugada realizada por el segunda base de los Filis de Filadelfia Eric Bruntlett.
Francoeur renovó con los Mets para la temporada 2010, y fue el jardinero derecho titular en la primera mitad de la temporada, antes de ser reemplazado por Ángel Pagán para que Carlos Beltrán ocupara el puesto de este último.

### Texas Rangers
El 31 de agosto de 2010, Francoeur fue transferido a los Rangers de Texas a cambio del infielder Joaquín Arias. Participó principalmente como recambio defensivo con los Rangers.

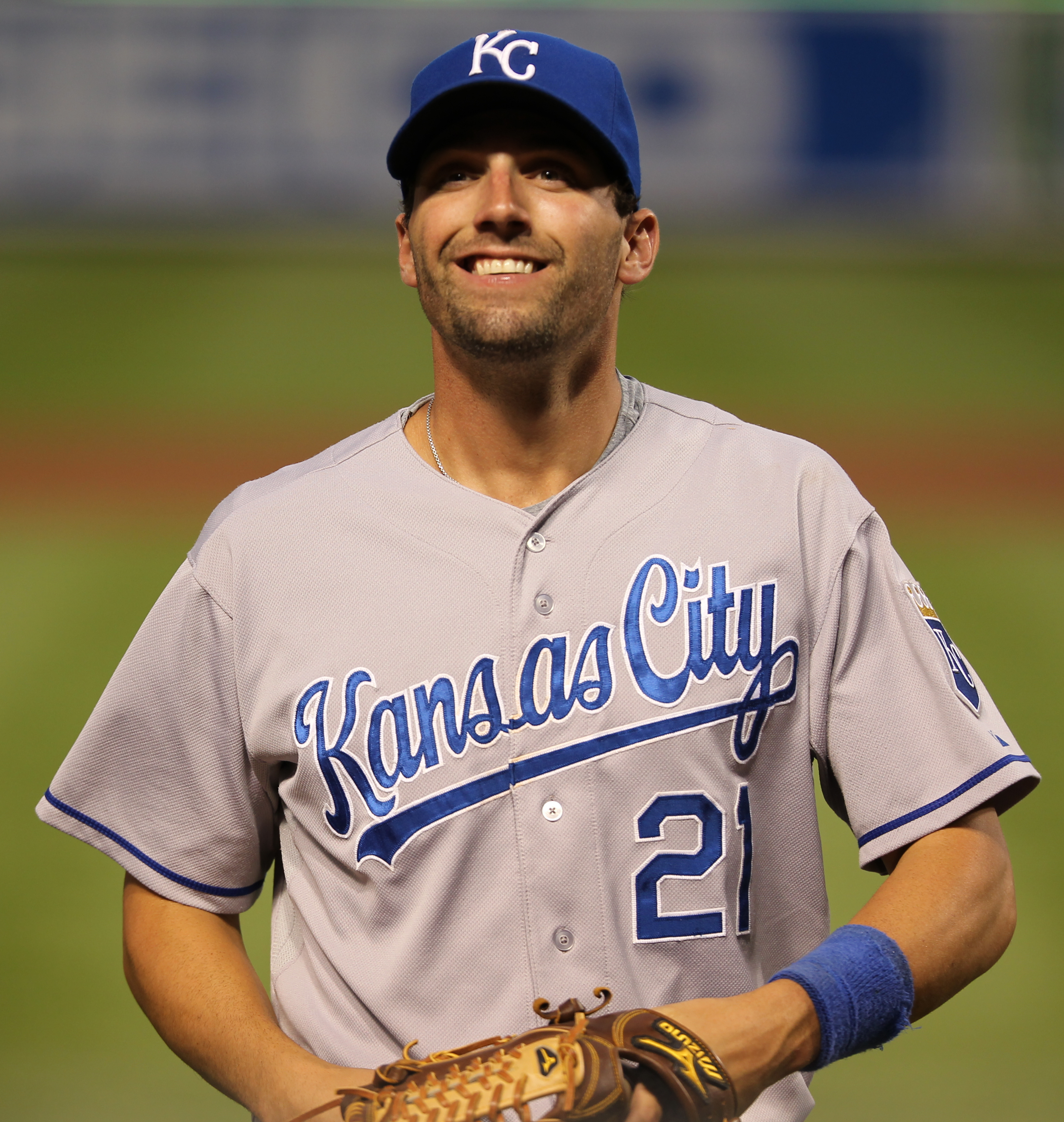
Francoeur con los Kansas City Royals.

### Kansas City Royals
El 8 de diciembre de 2010, Francoeur firmó un contrato de un año y $2.5 millones con los Reales de Kansas City, que incluyó una opción mutua para el 2012.
El 18 de agosto de 2011, extendió su contrato por dos años y $13.5 millones. Finalizó el 2011, su primera temporada con los Reales, bateando para promedio de .285 con 20 jonrones y 87 impulsadas.
El 30 de junio de 2013, fue colocado en asignación luego de batear .208/.249/.322 en 59 juegos con los Reales.

### San Francisco Giants
Francoeur fue firmado por los Gigantes de San Francisco el 9 de julio de 2013. En 22 juegos con el equipo registró 12 hits, cuatro impulsadas y un bajo promedio de .194, por lo que fue colocado en asignación el 20 de agosto y liberado dos días después.

### Cleveland Indians
El 6 de enero de 2014, Francoeur firmó un acuerdo de ligas menores con los Indios de Cleveland, pero fue liberado el 22 de marzo de 2014.

### San Diego Padres
El 26 de marzo de 2014, Francoeur firmó un acuerdo de ligas menores con los Padres de San Diego. Fue asignado a los El Paso Chihuahuas de Clase AAA, con los que conectó el primer jonrón en la historia de dicho equipo el 3 de abril de 2014. Recibió el llamado de los Padres el 23 de julio, y el 11 de agosto fue puesto en asignación. Retornó a los Chihuahuas y en octubre de 2014 se convirtió en agente libre.

### Philadelphia Phillies
El 13 de noviembre de 2014, Francoeur firmó un contrato de ligas menores con los Filis de Filadelfia. En julio de 2015 comenzó a tener éxito tanto en la alineación inicial como viniendo del banco, y se rumoreaba que sería cambiado a un equipo contendiente a la postemporada. Sin embargo permaneció con los Filis, y finalizó la temporada con promedio de .258, 13 jonrones y 45 impulsadas.

### Retorno a los Atlanta Braves
El 22 de febrero de 2016, Francoeur acordó un contrato de ligas menores con los Bravos de Atlanta, que incluyó una invitación a los entrenamientos primaverales. Su contrato fue seleccionado el 29 de marzo de 2016, y formó parte de la plantilla para el Día Inaugural de temporada.

### Miami Marlins
El 24 de agosto de 2016, Francoeur fue transferido a los Marlins de Miami en un canje entre tres equipos, en el cual los Bravos recibieron a los jugadores de ligas menores Dylan Moore y Matt Foley, y los Rangers de Texas tres selecciones internacionales.

## Retiro
El 12 de mayo de 2017, Francoeur se unió a la cadena FOX como analista para juegos selectos de los Bravos, poniendo fin a su carrera como jugador activo.